# Jenny Odell
Jenny Odell (San Francisco, 1986) is een Amerikaans beeldend kunstenaar, schrijver en universiteitsdocent, die woont en werkt in Oakland. In 2019 maakte ze naam met het boek How to Do Nothing: Resisting the Attention Economy.

Het boek kwam in de Nederlandse vertaling uit als De macht van nietsdoen, een radicaal verzet tegen de aandachtseconomie. Het is een pleidooi voor zorgvuldige aandacht voor de wereld om je heen in plaats van 24 uur per dag bezig te zijn op de sociale media. Barack Obama noemde de titel op zijn lijst van favoriete boeken uit 2019.

## Breken met de aandachtseconomie
In een wereld, waarin voortdurende productiviteit voorop staat en geavanceerde technologieën haast iedere minuut meetellen, is het moeilijk om niets te doen. Computers, slimme algoritmes en robots nemen het werk over terwijl de beschikbare vrije tijd vooral opgaat aan swipen, bingen en liken. Jenny Odell benadrukt het verschil tussen de online versie van onszelf en onze ware identiteit.
Odell is geboren in San Francisco, maar groeide op in Cupertino. Ze behaalde in 2008 een graad in Engelse literatuur aan de Universiteit van Berkeley en twee jaar later een Master of Fine Arts aan het San Francisco Art Institute. Sinds 2013 doceert zij Internetkunst en Digitale Vormgeving aan de Stanford-universiteit. In haar beeldend werk bestudeert ze de wereld van dichtbij. Het kunnen vogels zijn, maar ook screenshots van het internet of bijzondere vormen van e-commerce.
In  2016  kwamen in Odell’s woonplaats Oakland 36 mensen om het leven door een brand in een pakhuis, waar veel bevriende kunstenaars hun werkplek hadden. De woede over deze ramp bleef voortrazen op de sociale media. Zozeer zelfs, dat  Odell de behoefte  voelde om zich uit de virtuele wereld terug te trekken en tijd te nemen voor reflectie.

Ze ging op een bankje zitten in de Morcom Rose Garden, een oase van rust in haar woonplaats. In shock voelde ze maar één behoefte: helemaal niets doen. Ze ervoer de nutteloosheid van het voortdurend productief te moeten zijn. Het groeide uit tot de vraag, waarom ze zoveel tijd investeerde in de (virtuele) buitenwereld. Sociale media leiden de aandacht alleen maar af, constateerde zij. Pas naderhand dringt het besef door dat de tijd beter anders besteed had kunnen worden.

Odell dacht aan een tekst die de Franse filosoof Gilles Deleuze schreef:
(...) we worden doodgegooid met zinloos geklets, met krankzinnige hoeveelheden woorden en beelden. Domheid is nooit stom of blind. (...) Wat een opluchting is het om niets te zeggen, om niets te zeggen te hebben, want alleen zo kan iets zeldzaams of ijls vorm krijgen dat enigszins de moeite van het zeggen waard is.

## Sociale dwang
Odell  besloot in verzet te gaan tegen de sociale dwang van de 24 uurseconomie. Als artist in residence verbleef ze een tijd op de vuilnisbelt van Oakland. Ze zocht tweehonderd voorwerpen uit en bekeek waar ze voor dienden, hun land van herkomst en van welk materiaal ze gemaakt waren. Vervolgens etaleerde ze de items op planken in een galerie. Als herordening, een poging om nieuw licht op bestaande objecten te laten schijnen 
en een weigering om mee te deinen op de tijdgeest.
Ze voelt zich verwant met de Finse kunstenaar Pilvi Takala, die aan de slag ging als marketeer bij  het accountacy bureau Deloitte. Althans ze keek de hele dag naar het scherm van haar laptop en deed verder niets. Regelmatig nam ze de lift van boven naar beneden en vice versa. Gevraagd naar het werk, dat ze deed, antwoordde ze: "denkwerk."

Odell probeert ook tegengif te bieden voor de retoriek van de (economische) groei. In de natuur, zegt ze, worden organismen die te hard groeien parasieten genoemd. Maar in de huidige leefwijze bestaat de voorkeur voor voortdurend nieuwe producten en groei in plaats van duurzaamheid en kringloop.

## Zorg en onderhoud
Niet-instrumentele, niet-commerciële activiteiten zijn net zo nuttig, zegt Odell. Zorg en onderhoud zijn ook productief. Niet voor niets is er jaren gestreden voor een 8-urige werkdag en niet om 24 uur per dag aan te staan. Zoveel mogelijk likes binnenhalen op Facebook en Instagram. Wij zijn ons eigen merk geworden. Naast het werk spenderen we grote hoeveelheden tijd aan het tot ons nemen van informatie. Volgens haar is het eigenlijk onmenselijk, als je daar diep over nadenkt. Ze noemt de wereld van de sociale media een zogenaamde gratis vorm van ontspanning die in niets lijkt op wat we werkelijk willen. 

In  2019 raakte de wereld ontregeld door de coronapandemie. De kern van het boek van Odell bleek urgenter dan tevoren: wat er gebeurt, wanneer je gedwongen wordt om niets te doen en de enige plek voor vertier de natuur is. Het verrichten van onderhoud en zorg blijken de beroepen te zijn die er werkelijk toe doen ( de essentiële beroepen).
Voordat het internet bestond gingen we met vakantie. Na terugkomst vertelden we vrienden verhalen over de reis en lieten foto’s zien. Verschillende versies van de belevenissen waren noodzakelijk: één voor vrienden, voor de familie en voor je werk. Tegenwoordig met de sociale media valt dit onderscheid weg en wordt het een eenvormig verhaal. Daarom gaat Odell liever terug naar het persoonlijk gesprek met een ander of een groep.
Niets doen kan ook leiden tot criminalisering. Op straat staan in een wijk als Harlem is bij voorbaat al verdacht. In een winkelcentrum behoor je te shoppen. Afwijkend gedrag is een dreiging of een probleem, zeker met alle bewakingscamera’s die overal hangen. Odell denkt dat we de openbare ruimte moeten verdedigen en zelfs uitbreiden. Niet alleen in het park, maar op meer plekken moet het toegestaan zijn om niets te doen.
Zij krijgt wel het verwijt dat haar pleidooi elitair is, omdat mensen met een laag inkomen en meerdere baantjes tegelijk geen keus hebben. Zij maken immers deel uit van het bestaande systeem. Odell houdt staande dat je wel degelijk controle hebt op de zaken, waar je je aandacht op richt. Die vrijheid bestaat ook binnen een onderdrukkend systeem.